# 341 v.Chr.
Het jaar 341 v.Chr. is een jaartal volgens de christelijke jaartelling.

## Gebeurtenissen

### Griekenland
- Demosthenes waarschuwt in een Atheense volksvergadering, met name in de drie beroemde filippica, tegen het Macedonische imperialisme.
- Athene sluit een alliantie met Byzantium (Constantinopel) en Thebe tegen Macedonië.
- Thracië wordt door het Macedonische Rijk geannexeerd.

### Egypte
- De stad Edfu aan de westoever van de Nijl wordt door het Perzische leger onder Artaxerxes III veroverd.

### Europa
- Koning Morvidus (341 - 336 v.Chr.) de buitenechtelijke zoon van Danius bestijgt de troon van Brittannië.

### Italië
- Rome sluit een vredesverdrag met de Samnieten, Campania wordt bij de Romeinse Republiek ingelijfd.
- De Latijnse Liga met steun van de Volsken en de Campaniërs, komen in opstand tegen Rome.

## Geboren
- Epicurus (~341 v.Chr. - ~270 v.Chr.), Grieks filosoof